# 卡唐格伊
卡唐格伊（Katangi），是印度中央邦Balaghat县的一个城镇。总人口14760（2001年）。

## 人口
该地2001年总人口14760人，其中男性7421人，女性7339人；0—6岁人口1976人，其中男1060人，女916人；识字率71.07%，其中男性为77.83%，女性为64.23%。